# Seriate
Seriate é uma comuna italiana da região da Lombardia, província de Bérgamo, com cerca de 20.295 habitantes. Estende-se por uma área de 12 km², tendo uma densidade populacional de 1691 hab/km². Faz fronteira com Albano Sant'Alessandro, Bagnatica, Bergamo, Brusaporto, Calcinate, Cavernago, Gorle, Grassobbio, Orio al Serio, Pedrengo.

## Demografia
| Variação demográfica do município entre 1861 e 2011                               |
|                                                                                   |
| Fonte: Istituto Nazionale di Statistica (ISTAT) - Elaboração gráfica da Wikipedia |